# 靖港鎮
靖港鎮（せいこうちん）は、中華人民共和国湖南省長沙市望城区の鎮。

## 行政区画
- 蘆江社区
- 石毫村
- 復勝村
- 農渓村
- 金星村
- 福塘村
- 前榜村
- 新峰村

## 歴史
昔は潙港という名前だった。唐の将軍李靖を記念して、靖港鎮と改名された。明清から民国時代まで、靖港鎮は湖南省の有名な米市と淮塩の取次港であった。「小漢口」とも称される。
1854年、湘軍の将は曾国藩を率いてここで太平天国軍の石貞祥部と水戦した。
1958年、靖港人民公社が設立される。1962年、靖港鎮・靖港公社として分離独立。1984年、靖港公社は靖港郷に変更された。1995年6月、靖港郷は靖港鎮に合併された。

## 経済

### 名物・特産品
- 米
- 塩

## 地理
靖港鎮は望城区西北部に位置し、北は喬口鎮と、東は銅官街道と、西は双江口鎮と、南は高塘嶺街道とそれぞれ接している。
- 河川：湘江
- 湖：団頭湖

## 教育
- 蘆江小学
- 靖港中学
- 望城区第六中学

## 交通

### 道路
- 国道G0421[1]
- 省道S101（雷鋒大道）[1]

## 観光
- 楊泗塔[2]
- 観音廟[2]
- 紫雲宮[2]
- 地下湖南省委弁公遺址
- 劉疇西故居
- 陶承故居